# Termoli
Termoli és un municipi italià, situat a la regió de Molise i a la província de Campobasso. L'any 2007 tenia 31.526 habitants.